# Pinus mugo
Il pino mugo (Pinus mugo Turra, 1764), o anche semplicemente mugo, è un cespuglio aghiforme sempreverde, dal portamento prostrato, appartenente alla famiglia Pinaceae.  È stato inserito nell'elenco delle piante officinali spontanee soggette alle disposizioni della legge 6 gennaio 1931 n. 99: dai suoi rametti verdi, non ancora lignificati, viene infatti estratto l'olio essenziale di mugolio. Un bosco di pino mugo si chiama mugheto.

## Morfologia

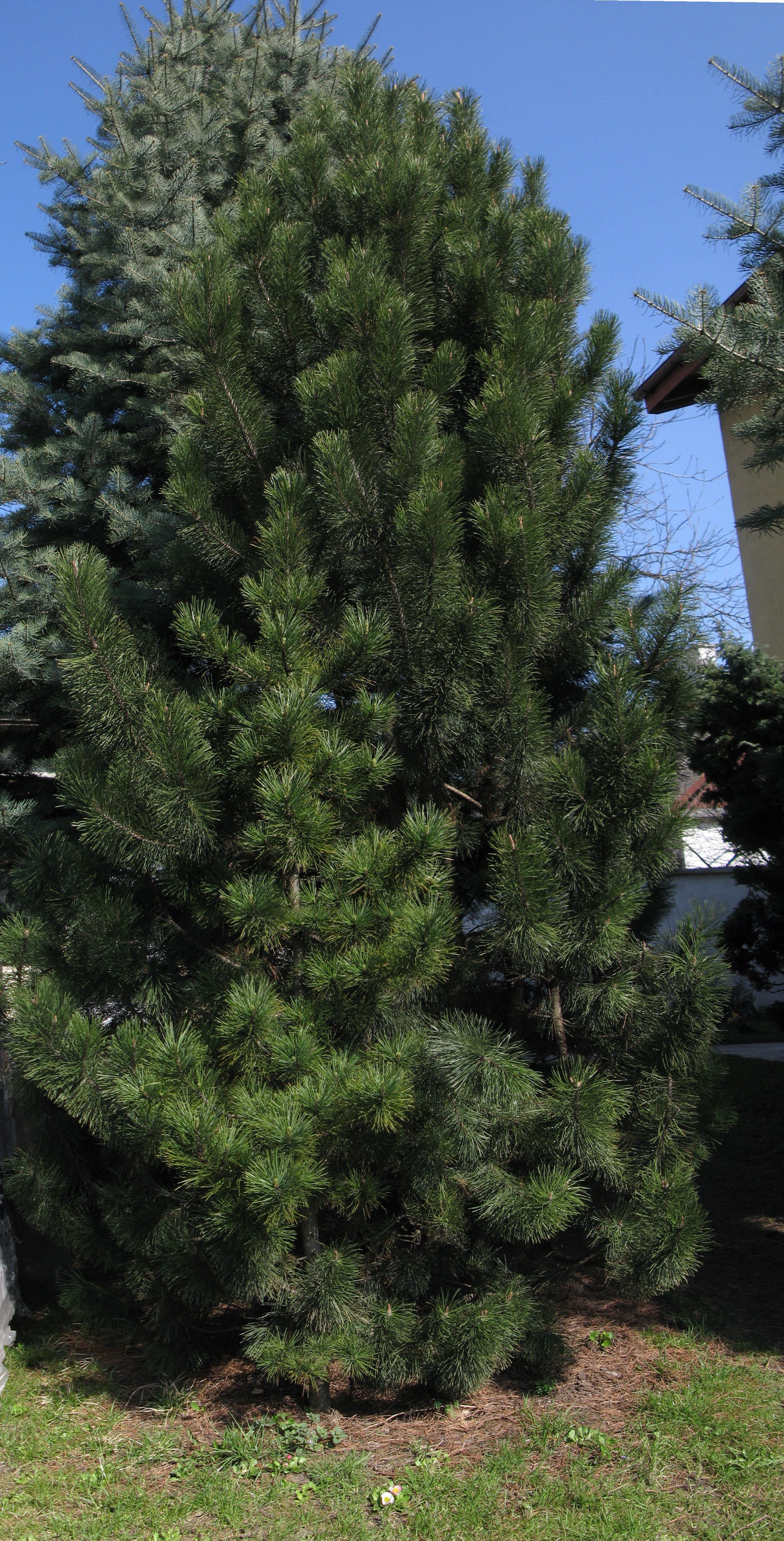
Un esemplare di Pinus mugo

Portamentogeneralmente arbustivo, ma molto variabile, da prostrato con rami ascendenti a cespuglioso fino ad alberello eretto a seconda delle varietà e delle condizioni ambientali. Piccolo e compatto, presenta rami caratteristici che nella parte inferiore possono crescere adagiati sul terreno nascondendo la base del tronco per non offrire resistenza al vento.
Cortecciagrigia scura a squame sottili.
Foglieaghiformi lunghe 3–5 cm e riunite in verticilli di due, di colore verde scuro.
Fiorimeglio indicati come sporofilli, maturano in aprile-maggio e presentano sessi separati.
- Macrosporofilli: fiori femminili, sono rosso-violacei e più piccoli dei fiori maschili. Sono riuniti in piccoli coni e spuntano in cima al fusto; una volta fecondati, diventano pigne color verde-rossastro.
- Microsporofilli: fiori maschili, numerosi, gialli, molto più vistosi dei femminili. Sono situati alla base dei rami e producono polline che viene diffuso dal vento.

Strobilidi forma ovale-conica, sono lunghi 3–5 cm. Contengono dei piccoli semi scuri muniti di un'ala membranosa che li fa volare lontano.

## Habitat
Cresce spontaneo sulle montagne, tra i 1500 e i 2700 m (ha il suo "optimum" tra i 1600 e i 2300 m, ossia nel piano subalpino) nelle Alpi Orientali è presente nelle aree rocciose fin dai 400 m.s.l.m. (p.e. nel Parco Nazionale delle Dolomiti Bellunesi, Tarvisano) spingendosi poi in alto oltre il limite della vegetazione forestale arborea. Amante della luce e del freddo, presenta aspetti morfologici molteplici e variati, accomunati tradizionalmente nel gruppo Pinus montana, di tal che se ne distinguono alcune sottospecie - da taluni autori descritte come specie a sé stanti - che vanno dal pinus mugo, cespuglioso e prostrato, al pinus uncinata, conico-arboreo, con versioni intermedie fra i due (forma cd. frutescens erecta). Predilige suoli detritici parzialmente consolidati, ad esempio alla base di ghiaioni o di conoidi di deiezione (la forma pinus mugo in particolare è prevalentemente calcifila ed i suoi rami forniscono un'utile protezione contro valanghe e slavine, frenando lo scivolamento delle masse nevose sui fianchi più inclinati delle valli).

## Distribuzione

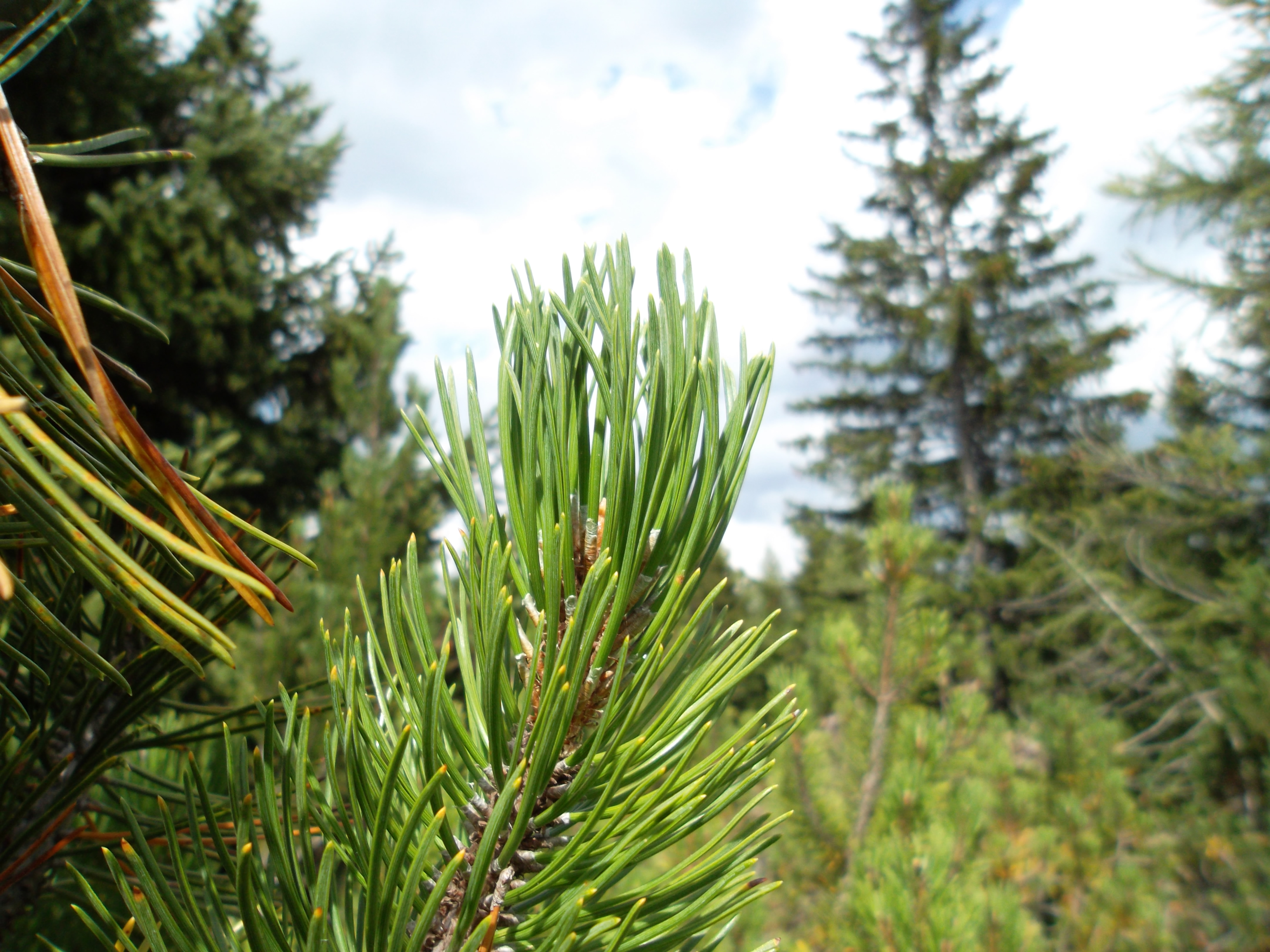
Particolare di una pianta nel Trentino alt. 1700 m

In Italia è presente, spontaneamente, sulle Alpi (prevalentemente centro-orientali per Pinus mugo ed esclusivamente centro-occidentali per Pinus uncinata); sulle Prealpi calcaree lombardo-venete e in alcune zone degli Appennini (Monte Cusna e Monte Falterona in Appennino settentrionale a Monte Lieto nei Sibillini dove è stato reintrodotto; autoctono nel Parco Naturale Regionale dell'Aveto sul Monte Nero e sul Groppo Rosso (Genova), Maiella, Parco Nazionale d'Abruzzo e con alcuni esemplari anche sul monte Viglio nel versante sud nel comune di Civitella Roveto; reintrodotto a Campo Imperatore sul Gran Sasso d'Italia), nella sola forma Pinus mugo. In Europa il pinus uncinata si rinviene anche sui Pirenei; il pinus mugo sulla fascia alpina, con diffusione ingravescente procedendo verso est, sui Carpazi e sui Tatra, sulla dorsale dalmato-balcanica fino in Bosnia-Erzegovina e Bulgaria e, come detto, residualmente in Appennino. È usato come essenza ornamentale in molte zone d'Italia, anche dove il clima è molto differente da quello d'elezione, per l'aspetto aggraziato e le dimensioni ridotte che lo rendono ideale per giardini rocciosi e piccoli giardini in genere.

## Sottospecie e varietà
Da un punto di vista tassonomico, Pinus mugo Turra veniva aggregata assieme a Pinus uncinata Miller sotto la specie collettiva Pinus montana Mill. Tuttavia, le differenze fra i due taxa sono tali che attualmente le più recenti flore li ipotizzano come specie separate. A Pinus mugo Turra sono da riferirsi, come sinonimi o come entità sottospecifiche: P. montana Mill. subs. mughus Heer, P. montana Mill. var mughus Willk., P. mughus Scop., P. mughus Scop. var mughus Zen., P. mugo Turra var. mughus Zen., P. mugo Turra var. pumilio Zen e P. pumilio Haenke.
Pinus mugo var. pumilio è presente in alcune zone delle Alpi Occidentali (Val Ferret, Val Veny, Alpi del Cuneese). 
Il pino uncinato (Pinus mugo sottosp. uncinata) ha molte caratteristiche in comune con il pino mugo, ma tendenzialmente si sviluppa in forma arborea (albero con portamento piramidale alto fino a 10–12 m); inoltre, anche negli esemplari prostrati (prevalenti alle quote superiori del piano subalpino), i rami del pino uncinato si presentano eretti nella porzione terminale, le sue pigne sono infine maggiori (lunghe fino a 7 cm) e hanno base asimmetrica, gli aghi sono di colorazione più chiara, più eretti e pungenti; questa entità è diffusa solo in particolari distretti delle Alpi centro-occidentali (dove Pinus mugo ssp. mugo, invece, è sporadico) ed è meno calcifila della sottospecie nominale (adattandosi a vivere anche su ofioliti e perfino su substrati a debole reazione acida); la sua origine rimane incerta tant'è che taluni autori hanno supposto che sia un ibrido fissato tra Pinus mugo ssp. mugo (o forme analoghe già presenti sul territorio europeo occidentale durante la glaciazione Riss) e il Pinus sylvestris.

## Ecologia
È una pianta pioniera e stabilizzatrice di terreni sterili, incoerenti e pietrosi, dove, frammentando il manto nevoso invernale, contribuisce anche a proteggere i fondovalle dalle slavine, quindi utilissima ancorché ecologicamente legata alle sole quote montane. Offre riparo e rifugio a molte specie animali, fra cui il gallo forcello e il crociere, fra gli uccelli, ed il camoscio, fra i mammiferi ungulati, che è pressoché semi-simbiotico con la specie, dei cui germogli ed aghi si nutre nelle stagioni più ingrate.